# Campionati mondiali di biathlon 1973
I Campionati mondiali di biathlon 1973 si svolsero a Lake Placid, negli Stati Uniti, e contemplarono esclusivamente gare maschili.

## Risultati

### 20 km
| Posizione | Atleta             | Nazione          | Tempo |
| --------- | ------------------ | ---------------- | ----- |
| 1         | Aleksandr Tichonov | Unione Sovietica | -     |
| 2         | Gennadij Kovalëv   | Unione Sovietica | -     |
| 3         | Tor Svendsberget   | Norvegia         | -     |
| 4         | Mauri Ropponen     | Finlandia        | -     |
| 5         | Gjelten Esten      | Norvegia         | -     |
| 6         | Juhani Suutarinen  | Finlandia        | -     |
| 7         | Willy Bertin       | Italia           | -     |
| 8         | Jurij Kolmakov     | Unione Sovietica | -     |
| 9         | Kjell Hovda        | Norvegia         | -     |
| 10        | Esko Saira         | Finlandia        | -     |

### Staffetta 4x7,5 km
| Posizione | Nazione          | Atleti                                                         | Tempo |
| --------- | ---------------- | -------------------------------------------------------------- | ----- |
| 1         | Unione Sovietica | Aleksandr Tichonov Rinat Safin Jurij Kolmakov Gennadij Kovalëv | -     |
| 2         | Norvegia         | Tor Svendsberget Esten Gjelten Ragnar Tveiten Kjell Hovda      | -     |
| 3         | Germania Est     | Dieter Speer Manfred Geyer Herbert Wiegand Günther Bartnick    | -     |

## Medagliere per nazioni
| Posizione | Nazione          | Oro | Argento | Bronzo | Totale |
| --------- | ---------------- | --- | ------- | ------ | ------ |
| 1         | Unione Sovietica | 2   | 1       | 0      | 3      |
| 2         | Norvegia         | 0   | 1       | 1      | 2      |
| 3         | Germania Est     | 0   | 0       | 1      | 1      |